# Panicum andringitrense
Panicum andringitrense är en gräsart som beskrevs av Aimée Antoinette Camus. Panicum andringitrense ingår i släktet vipphirser, och familjen gräs. Inga underarter finns listade i Catalogue of Life.